# Waleed Al-Husseini
Waleed Al-Husseini of Walid Husayin (Arabisch: وليد الحسيني) (Qalqiliya, 25 juni 1989) is een Palestijnse ex-moslim-activist, essayist, schrijver en blogger. In oktober 2010 arresteerde de Palestijnse Autoriteit hem voor vermeende blasfemie tegen de islam op Facebook en in blogposts. Zijn arrestatie kreeg internationaal veel aandacht.
The New York Times schreef dat "deze zaak de aandacht heeft gevestigd op stekelige punten zoals vrijheid van meningsuiting bij de Palestijnse Autoriteit, die bepaalt dat het beledigen van religie illegaal is, en de culturele botsing tussen een conservatieve samenleving en het internet."

## Biografie
Waleed Al-Husseini werd op 25 juni 1989 geboren in Qalqilya op de Westelijke Jordaanoever. Op de universiteit studeerde hij computerwetenschap, maar bleef werkloos en hielp in plaats daarvan enkele uren per dag zijn vader in zijn kapperszaak met 1 stoel. Kennissen omschreven hem als een "gewone jongen" die regelmatig bad in de moskee op vrijdag.
De inwoner van Qalqilya bracht ook veel van zijn tijd door op het internet. Nadat zijn moeder artikelen over atheïsme ontdekte op zijn computer, verbrak ze zijn internetverbinding in de hoop dat hij hiermee dergelijke ideeën zou afwijzen. In plaats daarvan begon Husayen regelmatig op bezoek te gaan bij een internetcafé in de buurt, waar hij soms wel zeven uur per dag in een computerhok in een hoek zat.

### Bloggen en Facebookactiviteiten
Naar verluidt schreef hij onder het pseudoniem Waleed Al-Husseini op Facebook en op zijn persoonlijke blog, waarmee hij volgens The New York Times "de islamitische cyberwereld boos maakte door atheïsme te promoten, parodieën op Koranverzen te schrijven, de levensstijl van de profeet Mohammed belachelijk te maken en online te chatten met de sarcastische gebruikersnaam God Almighty."
In een essay getiteld "Why I Left Islam" ("Waarom ik de islam verlaten heb") op zijn Arabische blog Noor al-Aqel ("Verlichting van de Rede") schreef Waleed Al-Husseini dat moslims "geloven dat eenieder die de islam verlaat een agent of spion is voor een westerse staat, namelijk de Joodse Staat... Ze snappen eigenlijk niet dat mensen vrij zijn om te denken en geloven in wat hen het juiste lijkt." Husayin benadrukte dat hij niet impliceerde dat het christendom of het jodendom beter waren dan de islam en dat naar zijn mening alle religies "een hoop onvoorstelbare legendes en een berg onzin zijn die met elkaar concurreren in termen van stompzinnigheid". Husayin verwierp claims dat de islam een religie van tolerantie, gelijkheid en sociale rechtvaardigheid is. Hij bekritiseerde ook de behandeling van vrouwen in de islam, zijn onderdrukking van menselijke creativiteit en de beweringen dat er in de Koran wetenschappelijke wonderen staan. De Facebookgroepen die hij naar verluidt had opgezet, lokten honderden woedende reacties, doodsbedreigingen en de oprichting van meer dan tien Facebookgroepen tegen hem uit. Op zijn hoogtepunt had Husayins Arabischtalige blog meer dan 70.000 bezoekers. Hij publiceerde ook Engelse vertalingen van zijn essays op de blog "Proud Atheist."

### Arrestatie en gevangenneming
Waleed Al-Husseini bracht enkele maanden door in het internetcafé in Qalqilya. De cafébaas Ahmed Abu Asab vond zijn activiteiten verdacht: "Soms was hij hier tot na middernacht voor meer dan acht uur per dag, altijd zittend in de hoek. Hij was heel erg geheimzinnig. Hij wilde nooit dat je zijn beeldscherm zag." Met software controleerde Abu Sab wat zijn klant aan het doen was en ontdekte Husayins antireligieuze schrijfsels op Facebook. Abu Asab ontkende dat hij de politie had geïnformeerd, maar zei dat hij en drie vrienden van Husayins bezigheden afwisten en dat "misschien iemand" de autoriteiten had ingelicht.
Nadat de veiligheidsdienst van de Palestijnse Autoriteit (PA) op de hoogte was gebracht, hebben veiligheidsambtenaren hem enkele weken geobserveerd. Op 31 oktober 2010 werd Waleed Al-Husseini gearresteerd toen hij in het internetcafé zat. Op 8 november 2010 was de Ma'an News Agency de eerste die melding maakte van de arrestatie van een "controversiële blogger wiens posts op Facebook moslims woedend hebben gemaakt."
De PA gaf geen enkele uitleg over waarom Waleed Al-Husseini was opgepakt. Volgens een Palestijnse mensenrechtenexpert zou Husayen, indien er een rechtszaak van zou komen, aangeklaagd worden volgens de Jordaanse wet uit 1960 tegen het beledigen van religie, die nog steeds van kracht is op de Westoever. Volgens sjeik Tayseer Tamimi, voormalig islamitisch hoofdrechter in het gebied, was Husayin de eerste inwoner van de Westoever die vanwege zijn religieuze opvattingen is opgepakt.

#### Reacties op gevangenneming
Waleed Al-Husseini's familie distantieerde zich van zijn daden. Zijn vader Khaled zei dat zijn zoon werd 'behandeld', en dat hij "betoverd" was door een Tunesische vrouw die hij via Facebook had leren kennen. Volgens twee van Husayens neven/nichten wilde zijn moeder dat hij zou worden veroordeeld tot levenslange celstraf, zowel om de familie-eer te herstellen als om haar zoon te beschermen tegen vigilanten.
In het conservatieve Qalqilyah was bijna iedereen kritisch over zijn daden en minstens een inwoner vond dat hij de doodstraf verdiende. Een 35-jarige inwoner zei: "Hij moet ter dood verbrand worden" in het openbaar "om zo anderen een voorbeeld te stellen." Een advocaat van Al-Haq, een mensenrechtenorganisatie in Ramallah, verklaarde: "Ik respecteer het recht van meneer Waleed Al-Husseini om deze meningen te hebben, maar hij moet ook de wet respecteren; er zijn grenzen aan de vrijheid van meningsuiting." Hij schatte in dat Waleed Al-Husseini een straf van drie maanden tot drie jaar zou krijgen voor het misdrijf.

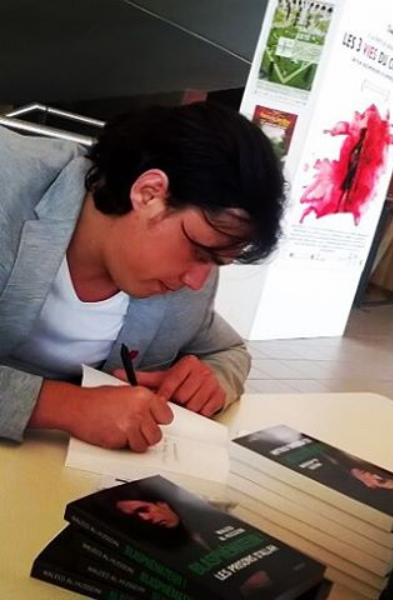
Al-Husseini signeert een exemplaar van Blasphémateur! (2015).

Internationaal kreeg Al-Husseini's zaak veel steun met een Facebookgroep en verschillende online petities die uit solidariteit ontstonden. De in Jordanië gevestigde Arabisch-sprekende Irreligious Coalition was een van de organisaties die een petitie begon rond te sturen waarin tot zijn vrijlating werd opgeroepen. Human Rights Watch (HRW) riep daartoe ook op; HRW-woordvoerder Midden-Oosten Joe Stork verklaarde: "Het Palestijns gerecht zou zijn integriteit moeten vertonen door het recht op vrije expressie te beschermen en Hasayens vrijlating en veiligheid te bevelen." Het Franse Ministerie van Buitenlandze Zaken uitte zorgen over zijn arrestatie en verklaarde: "Frankrijk is bezorgd over de gevaren voor fundamentele vrijheden en in het bijzonder de vrijheid van expressie, die in de 'misdaad van blasfemie' vervat is."
In de Wall Street Journal schreef columnist Bret Stephens dat "als Palestijnen niet eens één enkele vrijdenker in hun midden kunnen dulden, dan kunnen ze niet vrij worden in enige zinnige betekenis van het woord. En als de VS niet voor hem op kunnen komen, dan kunnen wij dat op lange termijn ook niet." Met betrekking tot de zaak vroeg een hoofdredactioneel commentaar in de Los Angeles Times zich af: "Zal het nieuwe [Palestijnse] land zich ontwikkelen richting fundamentalistische waarden en islamitisch recht, zoals veel volgelingen van Hamas zouden willen, of zal het ervoor kiezen om een meer open, democratische samenleving te zijn?"
Diaa Hadid van de Associated Press merkte op dat de "door het westen gesteunde Palestijnse Autoriteit behoort tot de religieus vrijzinnigste Arabische regeringen in de regio. Zij wordt gedomineerd door seculiere elites en heeft vaak hard opgetreden tegen radicale moslims en activisten gelieerd aan haar conservatief-islamitische rivaal, Hamas." Hadid suggereerde dat de woede jegens Walid "het gevoel weerspiegelt in de islamitische wereld dat hun geloof in het westen wordt aangevallen". Volgens de Palestijnse Ma'an News Agency zijn seculiere politieke opvattingen weliswaar "niet ongebruikelijk" in de Palestijnse samenleving, maar "de uiting van opvattingen die worden gezien als vijandig jegens de dominante religies wordt gezien als opruiing in plaats van vrije meningsuiting."

#### Verontschuldiging december 2010
Begin december 2010 publiceerde Waleed Al-Husseini naar verluidt een open brief aan zijn familie op zijn blog waarin hij zich verontschuldigde voor het kwetsen van moslims en vroeg om vergeving voor wat hij zijn 'stommiteit' noemde. Een vriend, die anoniem sprak vanwege de gevoeligheid van de zaak, zei dat Husayen de brief had gepubliceerd in de hoop dat hij zou worden vrijgelaten uit de gevangenis. Al-Husseini zei in zijn autobiografie Blasphémateur (2015) dat hij de brief niet geschreven had, maar pas ontdekte toen hij werd vrijgelaten en weer toegang kreeg tot het internet om te bestuderen wat mensen over hem hadden geschreven tijdens zijn gevangenschap. "Ik kwam ook mijn blog tegen en het was een steek van teleurstelling en woede om te zien dat het enige wat er nog op stond een mededeling was van de Palestijnse Autoriteit, die in mijn naam mijn excuses aanbood en om vergeving vroeg omdat ik de islam had gelasterd. Vijf jaar werk en meer dan twee miljoen bezoekers weggespoeld door de goot".
In december 2010 meldde een Palestijnse veiligheidsbron dat Waleed Al-Husseini blijvend in de gevangenis zou worden gehouden voor zijn eigen bescherming: "Het is onmogelijk om hem vrij te laten omdat we bang zijn dat hij zal worden vermoord door zijn familie." Human Rights Watch drong er bij de PA op aan om hem vrij te laten of op zijn minst in staat van beschuldiging te stellen, erop wijzend dat iemand langer dan 72 uur vasthouden zonder aanklacht de Palestijnse wet schendt.
Na tien maanden gevangenschap werd Husayn op borgtocht vrijgelaten, maar werd soms opnieuw gearresteerd en vastgehouden door veiligheidsagenten van de PA, wat enkele dagen kon duren. Tijdens een van die arrestaties werd hij gemarteld: hij werd geslagen met kabels en gedwongen om in een pijnlijke houding op lege blikjes te staan. Veiligheidsbeambten van de PA sloegen ook zijn twee computers kapot en eisten dat hij zou ophouden zijn opvattingen te posten op het internet.

### Ontsnapping naar Frankrijk
Volgens Al-Husseini werd hij maandenlang na zijn vrijlating nog steeds lastiggevallen door PA-veiligheidsdiensten en soms vastgehouden zonder aanklacht en ontving hij talloze doodsbedreigingen. Vrezend voor zijn leven nam hij met veel emotie afscheid van zijn broers en zussen en tante, en van zijn ouders die volgens hem zijn atheïsme niet begrepen maar hem nog steeds steunden als hun zoon. Omdat hij had ontdekt dat Frankrijk voor hem enige diplomatieke druk had uitgeoefend, waarvan hij meent dat het zijn vrijlating op borgtocht heeft veroorzaakt, besloot hij daar asiel te zoeken. Hij verliet de Westoever naar Jordanië, verkreeg daar een visum van de Franse ambassade aldaar en vertrok naar Parijs, waar hij asiel aanvroeg. In zijn boek schrijft hij dat hij er later achterkwam dat hij bij verstek veroordeeld was tot 7,5 jaar gevangenisstraf.

### Oprichting Conseil des ex-Musulmans de France

Logo van de CEMF.

Op 6 juli 2013 stichtten Waleed Al-Husseini en dertig andere voormalige moslims de Conseil des ex-Musulmans de France (CEMF, "Raad van ex-moslims van Frankrijk"). De Raad presenteert zichzelf als "bestaande uit atheïsten, vrijdenkers, humanisten en ex-moslims die zich inzetten om rationaliteit, universele rechten en secularisme te bevorderen." Zij is tegen "iedere discriminatie en alle misbruik" die wordt gerechtvaardigd met "respect voor religie", eist "de vrijheid om religies bekritiseren" en "een verbod op praktijken, regels, ceremonieën of religieuze activiteiten die onverenigbaar zijn met of een schending van de rechten en vrijheden van mensen." Zij eist ook "het verbieden van iedere culturele of religieuze praktijk die de zelfstandigheid, wil en gelijkheid van vrouwen hindert of tegenwerkt." De CEMF veroordeelt "iedere bemoeienis door enige autoriteit, familie of ouders of officiële autoriteiten in de privélevens van vrouwen en mannen in hun emotionele en seksuele relaties en seksualiteit". Bij deze gelegenheid werd Waleed Al-Husseini geïnterviewd door journalist Caroline Fourest bij France Inter op het radioprogramma Ils changent le monde (Zij veranderen de wereld).

### Activiteiten in 2015
In januari 2015 publiceerde Al-Husseini bij Éditions Grasset zijn autobiografie Blasphémateur ! : les prisons d'Allah ("Godslasteraar! De gevangenissen van Allah") over hoe hij door het bestuderen van de islamitische literatuur en geschiedenis tot de conclusie kwam om de islam af te wijzen en hij vertelde over zijn bloggen, zijn arrestatie (waarbij hij naar verluidt werd gemarteld in de gevangenis) en zijn uiteindelijke vlucht naar Frankrijk. Al-Husseini verscheen begin 2015 ook op verschillende actualiteitenprogramma's op de Franse televisie en liet een opiniestuk (over de noodzaak om de islam te hervormen) publiceren op de website van de Franse krant Le Monde. Hij was ook het onderwerp van een vier pagina's lang stuk in het nationale nieuwstijdschrift Marianne. In zijn mediaoptredens en boek riep hij op om de Franse principes van secularisme (laïcité) te verdedigen en uitte zijn mening dat er meer debatten moeten worden gevoerd over wat hij beschouwt als de gewelddadige onderdelen van de islamitische geschriften, vooral in de nasleep van de aanslag op Charlie Hebdo en de Joodse supermarkt in Parijs begin 2015.